# Diocèse de Dresde-Meissen
Le diocèse de Dresde-Meissen (en latin : dioecesis Dresdensis-Misnensis ; en allemand : Diözese Dresden-Meißen) est une église particulière de l'Église catholique latine en Allemagne. Situé en Saxe, le diocèse a son siège à la cathédrale de la Sainte-Trinité de Dresde, et est suffragant de l'archidiocèse de Berlin.

## Histoire
Il remplace le diocèse de Meissen (de) instauré en 968 dont il a repris le nom. Le patron du diocèse est saint Bennon, évêque de Meissen au Moyen Âge.
Par la constitution apostolique Sollicitudo omnium ecclesiarum du 24 juin 1921, le pape Benoît XV élève la préfecture apostolique au rang de diocèse, sous le nom de diocèse de Meissen, et incorpore à son territoire celui du vicariat apostolique de Saxe, qui est supprimé.
Par le décret Ad satius animaruma du 15 novembre 1979, la Congrégation pour les évêques transfère le siège épiscopal de Bautzen à Dresde.
Par la constitution apostolique Certiori christifidelium du 27 juin 1994, le pape Jean-Paul II élève le diocèse de Berlin au rang d'archidiocèse métropolitain avec, pour suffragants, le diocèse de Dresde-Meissen et celui de Görlitz.